# Дерябин, Степан Александрович
Степан Александрович Дерябин (17 января 1922, Шаламово, Челябинская губерния — 4 декабря 1987, Челябинск) — участник Великой Отечественной и Советско-японской войн, полный кавалер ордена Славы, старшина. После войны работал сварщиком, затем егерем.

## Биография
Степан Александрович Дерябин родился 17 января 1922 года в крестьянской семье в селе Шаламово Шаламовского сельсовета Шаламовской волости Челябинского уезда Челябинской губернии, ныне село входит в Мишкинский муниципальный округ Курганской области. Русский. У Степана было два брата.
Получив начальное образование, работал в колхозе. До сентября 1941 года работал электросварщиком на Челябинском тракторном заводе.
В Рабоче-крестьянской Красной Армии с сентября 1941 года, призван Кировским РВК Челябинской области. Участник Великой Отечественной войны с октября 1941 года. 40-й отдельный лыжный батальон, в котором служил С. Дерябин выгрузился на станции Малая Вишера и сходу вступил в бой с врагом. Степан Дерябин принимал участие в боях на Ленинградском (с октября 1941 года по апрель 1942 года), Западном (1942—1943 годы) и 3-м Белорусском (с мая 1944 года до конца войны) фронтах. В боях с немецко-фашистскими захватчиками был трижды ранен. В 1943 году получил тяжелое ранение — ожег лица.
С 1944 года член ВКП(б), в 1952 году партия переименована в КПСС.
Командир отделения противотанковых ружей 262-го стрелкового полка 184-й стрелковой дивизии 5-й армии 3-го Белорусского фронта старший сержант Степан Дерябин 29 июля 1944 года у фольварка Потмулына Каунасского района Литвы при прорыве вражеской обороны на реке Неман из своего оружия подбил бронетранспортер, буксировавший пушку, уничтожил около десяти противников. Приказом по 184-й стрелковой дивизии от 11 августа 1944 года за мужество и отвагу, проявленные в боях, старший сержант Дерябин Степан Александрович награждён орденом Славы III степени.
25 октября 1944 года в бою юго-западнее города Шакяй поднял в атаку отделение, ворвался во вражескую траншею и в рукопашном бою сразил троих противников. Скрытно подобрался к вражескому пулемету, забросал его гранатами, чем обеспечил наступление своего подразделения, был ранен, но остался в строю. Приказом по 5-й армии от 8 января 1945 года за мужество и отвагу, проявленные в боях, старший сержант Дерябин Степан Александрович награждён орденом Славы II степени.
С 13 января по 12 февраля 1945 года в наступательных боях южнее Кёнигсберга старшина Степан Дерябин вывел из строя свыше десяти и пленил тринадцать пехотинцев, поразил пулемет и штурмовое орудие.
Указом Президиума Верховного Совета СССР от 19 апреля 1945 года за образцовое выполнение заданий командования в боях с немецко-вражескими захватчиками старшина Дерябин Степан Александрович награждён орденом Славы I степени, став полным кавалером ордена Славы.
Участник советско-японской войны 1945 года.
В 1946 году С. А. Дерябин демобилизован из Вооруженных Сил СССР. Жил в Челябинской области, затем в Хабаровском крае. С 1951 года жил в городе Челябинске. Работал сварщиком на Челябинском тракторном заводе, а через два года устроился егерем в охотхозяйстве Челябинского тракторного завода на озере Малый Сарыкуль в Еткульском районе Челябинской области. Проработал на этой работе около 25 лет. За доблестный труд первый секретарь Челябинского обкома партии Михаил Гаврилович Воропаев выделил Дерябину новенький «уазик».
После выхода на пенсию Степан Дерябин серьезно заболел. Мучился сахарным диабетом, а потом отказали ноги.
Степан Александрович Дерябин скончался 4 декабря 1987 года. Похоронен на Успенском кладбище Курчатовского района города Челябинска Челябинской области.

## Награды
- Орден Красного Знамени, 25 апреля 1945 года[4]
- Орден Отечественной войны I степени, 6 апреля 1985 года[5]
- Орден Славы I степени № 1423, 19 апреля 1945 года[6][7][8][9]
- Орден Славы II степени № 3609, 8 января 1945 года[10]
- Орден Славы III степени № 48875, 11 августа 1944 года
- Медаль «За отвагу» № 461164, 18 сентября 1943 года[11]
- Медаль «За боевые заслуги», 19 марта 1943 года[12]
- Юбилейная медаль «В ознаменование 100-летия со дня рождения Владимира Ильича Ленина»
- Медаль «За оборону Ленинграда»
- Медаль «За победу над Германией»
- Медаль «За победу над Японией»
- Медаль «За взятие Кенигсберга»
- другими медалями.
- Звание «Почётный гражданин Мишкинского района»[13][14]

## Память
- Улица Дерябина в селе Шаламово Мишкинского муниципального округа Курганской области.
- Мемориальная доска на здании Администрации Шаламовского сельсовета, открыта 11 июня 2019 года, село Шаламово, ныне Мишкинский муниципальный округ Курганской области — 55°36′12″ с. ш. 63°34′16″ в. д.HGЯO[15].
- Первенство Еткульского района по волейболу среди мужских команд, посвящённое памяти кавалера трёх орденов Славы Степана Александровича Дерябина[16].

## Семья
- Жена (с 1951) — Анастасия Андреевна
- Три дочери[17]